# Убийство на Ниле
«Убийство на Ниле» (англ. Murder on the Nile), также «Скрытый горизонт» (англ. Hidden Horizon) — трёхактная детективная пьеса английской писательницы Агаты Кристи, созданная в 1945 году на основе одного из самых известных её романов с участием Эркюля Пуаро — «Смерть на Ниле» (1937). Является первой из четырёх авторских адаптаций книг о Пуаро, однако в пьесе она отказалась от этого персонажа, посчитав его образ не сценическим и отвлекающим слишком много внимания от других персонажей.
В основе романа лежат автобиографические воспоминания Кристи. В 1933 году она вместе с семьёй путешествовала по Египту, после чего написала рассказ «Смерть на Ниле», изданный в том же году в журналах США и Великобритании. В 1934 году она включила его в состав сборника «Паркер Пайн расследует». В записных книжках писательницы сохранились наброски плана пьесы, основанной на этом рассказе. Однако этот замысел не был реализован, что видимо связано с тем, что история была слишком короткой для театральной адаптации. После издания романа писательница некоторое время работала над его театральной версией, но вернулась к этой идее в годы Второй мировой войны, отмеченные её интересом к театральной жизни.

## Действующие лица
- Саймон Моустин — выходец из обедневшей семьи, женившийся на богатой наследнице Кей Риджуэй.
- Кей Моустин — жена Саймона, наследница огромного состояния.
- Жаклин (Джеки) де Северк — бывшая невеста Саймона и близкая подруга Кей.
- Мисс Элен Фоллиот-Фоулкс — мелочная и постоянно недовольная дама около шестидесяти лет.
- Кристина Грант — её племянница, молодая девушка.
- Доктор Бесснер — врач, пострадавший от манипуляций отца Кей.
- Луиза — горничная-француженка Кей.
- Уильям Смит — лорд Доулиш, молодой человек с левыми взглядами.
- Каноник Эмброуз Пеннифазер — англиканский священник, представительный мужчина средних лет, дядя и опекун Кей.
- Макнаут — менеджер парохода.
- Стюард — член персонала парохода.
- Первый и второй араб — торговцы египтяне.

## Сюжет

### Действие первое

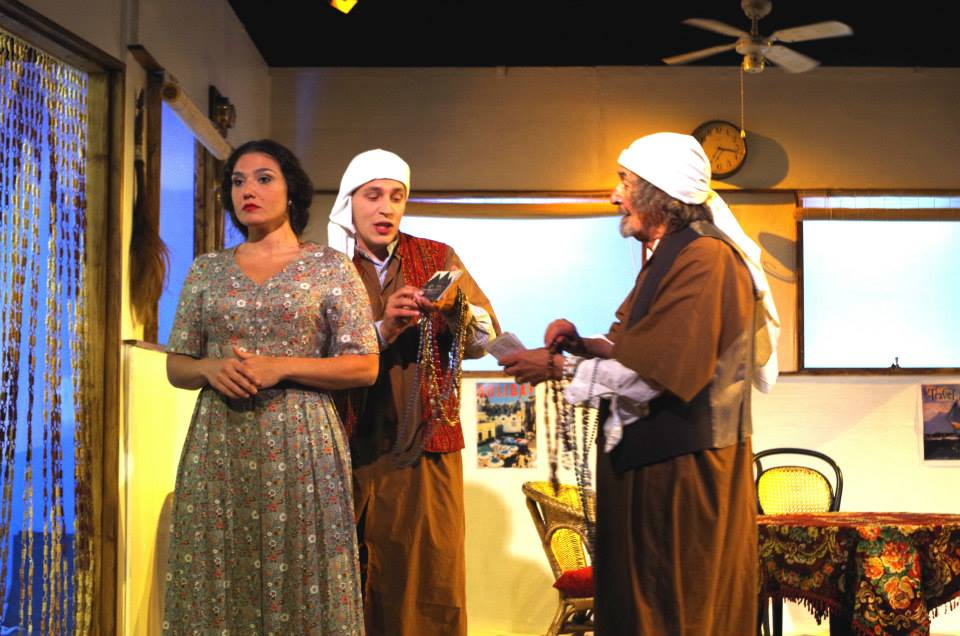
Патриция Мантуано в роли Луизы в постановке пьесы «Убийство на Ниле». Лондон, 2014

Действие происходит на пароходе «Лотос», плывущий по реке Нил. На него садятся обеспеченные пассажиры, среди которых выделяется красавица Кей Моустин — одна из богатейших английских наследниц из семьи Риджуэй. Несколько недель назад она вышла замуж за Саймона Моустина, красивого молодого человека из обедневшей семьи. У Кей в качестве горничной служит молодая француженка Луиза. На корабль также садится вздорная, мелочная и суровая мисс Элен Фоллиот-Фоулкс в сопровождении племянницы Кристины Грант. Эта приятная в общении девушка знакомится с Уильямом Смитом, открыто выражающим свои левые взгляды. Между молодыми людьми возникает симпатия не одобряемая тётей. На борт также прибывает англиканский священник каноник Эмброуз Пеннифазер, дядя и опекун Кей. Оба были удивлены непредвиденной встречей, а он ошарашен тем, что его племянница так скоропалительно вышла замуж.  
Наедине Эмброуз говорит Саймону, что видел его однажды в лондонском ресторане с красивой брюнеткой, с которой тот обсуждал медовый месяц в Египте. Молодой человек оправдывается, что эта  знакомая — Жаклин (Джеки) де Северк, его бывшая невеста и близкая подруга его жены с детства. Джеки и Кей вместе учились в Париже, но после того как семья де Северк разорилась, они больше не виделись. В то время Саймон тоже испытывал трудные времена, в связи с чем Джеки написала Кей, чтобы ему дали должность управляющего в одном из имений семьи и та устроила это. По словам молодого человека, увидев Кей он влюбился в неё с первого взгляда. Она ответила ему взаимностью и они поженились. Узнав про это Джеки стала угрожать им расправой и преследовать повсюду, при этом утверждая, что с Моустинами она бывает в одних местах просто по совпадению. Молодожёны решают скрыться и распустить слух, что едут в Каир, а сами сели на пароход идущий на юг. Однако этот план не сработал, так как неожиданно появляется Джеки и в очередной раз заявляет, что оказалась в их обществе по чистой случайности. Оставшись наедине с Джекки Эмброуз просит её забыть обиды, сойти на берег и главное подумать о своей душе, чтобы зло не сумело ей завладеть. На это она ответила, что наслаждается возможностью насолить «предателям». 

### Действие второе
Через три дня судно остановилось в окрестностях храма в Абу-Симбеле. В салоне при пассажирах и Луизе пьяная Джеки устраивает скандал, обвиняя Саймона, что он её предал и выхватив небольшой пистолет, простреливает ему колено. После этого она роняет его на пол и в нервном возбуждении скрывается в каюте, где доктор Бесснер сделал ей укол сильного снотворного. После этого он вернулся в салон, где оказал помощь раненому. При осмотре салона выясняется, что пистолет Джеки куда-то пропал. Неожиданно вбегает Луиза и говорит, что её хозяйка застрелена в висок в постели в собственной каюте. Саймон заявляет, что убийство совершила Джеки и большинство пассажиров уверены, что это действительно она. После этого она приходит в сопровождении Кристины, которая говорит, что не отходила от неё с тех пор как ей дали снотворное. До прибытия полиции менеджер парохода Макнаут просит Пеннифазера провести расследование, после чего каноник стал расспрашивать пассажиров о том, где они были во время убийства. Примечательные показания дала Луиза: из её туманных слов следовало, что она знает больше, чем сказала, намекнув, что возможно видела убийцу.

### Действие третье
На следующее утро из реки вытащили свёрток, где находился шарф мисс Фоллиот-Фоулкс, носовой платок, бутылочка с красным лаком и пистолет с инициалами «Ж. С.», в котором отсутствовало два патрона. В салоне собираются пассажиры и делятся новостями. Джеки извиняется перед Саймоном за ранение. Чтобы выяснить, что скрывает Луиза её также приглашают. Саймон предлагает крупную сумму денег, но неожиданно в девушку стреляют через окно из револьвера и она умирает. Оставшись один Пеннифазер находит в деревянном полу салона пистолетную пулю, после чего появляется Джеки. Каноник обвиняет её и Саймона в сговоре с целью убийства Кей, чтобы завладеть её состоянием. Когда Джеки якобы стреляла в Саймона на самом деле она попала умышленно в пол, чтобы обеспечить для него алиби. В соответствии с её планом, после «ранения» окружающим не могло прийти в голову, что он способен самостоятельно передвигаться. После выстрела Джеки он прижал к колену платок с лаком, представив всё так как будто оно прострелено. После того как он остался один в салоне, он быстро прокрался в каюту жены и выстрелил её в висок. Затем он вернулся в салон, вставил патрон в пистолет и прострелил себе ногу через шарф, чтобы не оставить следов пороха. До этого Луиза услышала второй выстрел: она выглянула на палубу и увидела убийцу, после чего решила его шантажировать. Когда стреляли в служанку — это сделала Джеки, но ей не удастся уйти от наказания, так как Пеннифазер предупреждает её, что при прохождении парафинового теста на её руках будут обнаружены следы пороха. В ответ она хватает со стола пистолет, но отказывается от намерения застрелить священнослужителя. Она раскаивается за то что совершила и говорит, что застрелится. Пеннифазер сумел отговорить её, чтобы прожить свою жизньи и попытаться спасти свою бессмертную душу. Она соглашается с ним и дожидается ареста полицией. 

## История создания

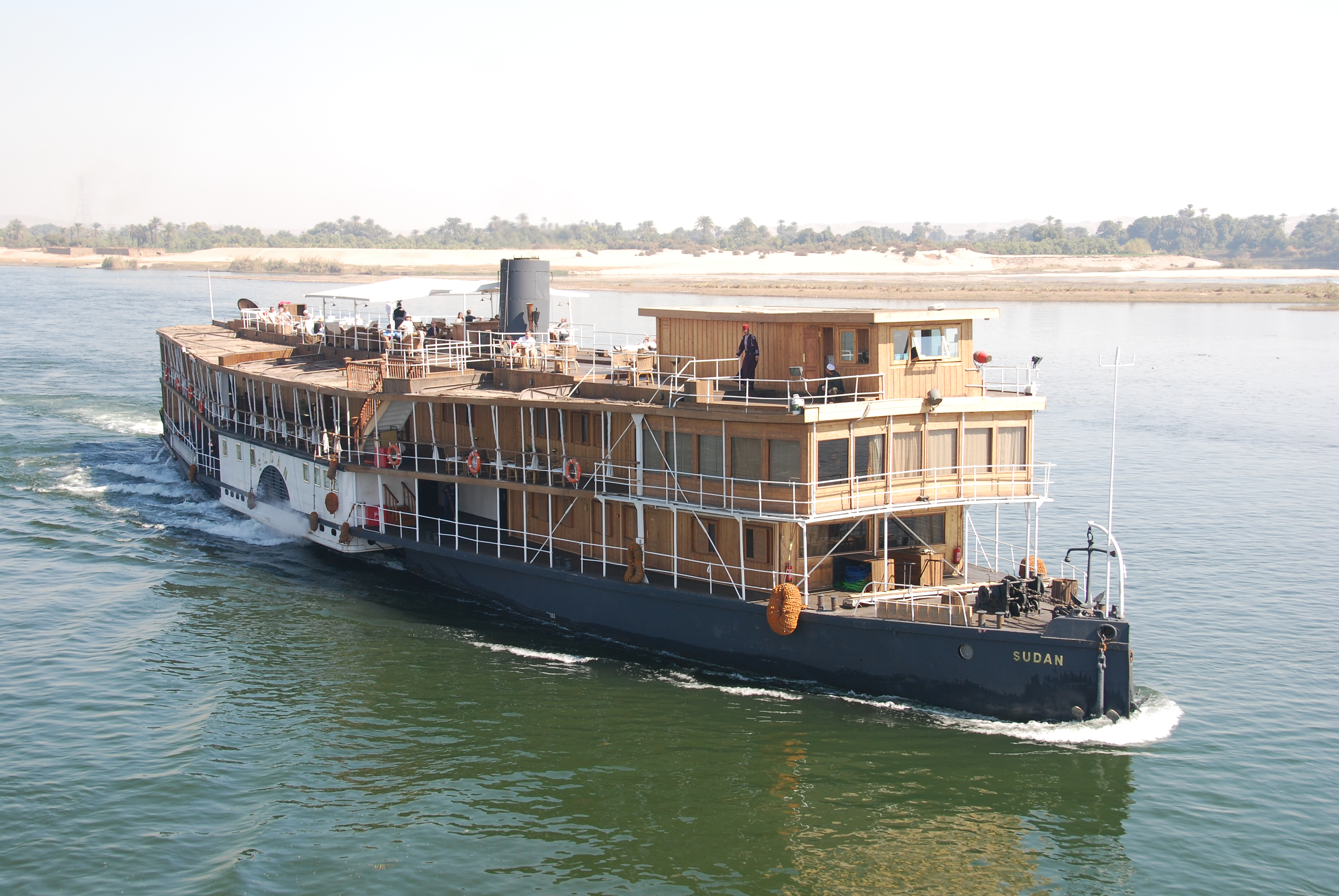
Пароход «Судан» — вероятный прототип судна «Карнак» из романа «Смерть на Ниле». По словам Джанет Морган, пароход — «определяющий фактор сюжета» романа.

В 1933 году Агата Кристи со своей дочерью от первого брака Розалиндой и вторым мужем архитектором Максом Маллованом путешествовали по Египту, в том числе на пароходе по Нилу. Агата и Розалинда пытались разгадать характеры пассажиров и особенно наблюдением в отношении «одной довольно жестокой и деспотичной женщины, бывшей тюремной надзирательницы». После этого путешествия Кристи написала рассказ «Смерть на Ниле», изданный в том же году в журналах США и Великобритании, а в 1934 году включила его в состав сборника «Паркер Пайн расследует». В этом детективе, неприятно поразившая Кристи дама, предстала в образе леди Грейл, которая во время поездки на египетском пароходе тиранила своих близких и была отравлена стрихнином.   
В 1937 году, под впечатлением от поездки по Египту, писательница создала роман «Смерть на Ниле», имеющий мало общего с одноимённым рассказом. Действие развивается вокруг раскрытия Эркюлем Пуаро загадочного убийства богатой молодой женщины Линнет Риджуэй-Дойл. В черновиках романа тяжёлая в общении дама фигурирует как «бывшая надзирательница американской тюрьмы». В тетради № 63, где приведены записи о набросках сюжета рассказа видны следы работы над его театральной адаптацией, однако так и не законченной. Карран пришёл к выводу, что намерение переработать книгу в пьесу осталось нереализованным по причине сюжетной краткости детектива с Паркером Пайном. С точки зрения критика, эти «заметки близко следуют рассказу, но не получают должного развития, какого потребовала инсценировка короткой истории на десять страниц». На обратной стороне листа этого черновика содержатся наброски сценической адаптации других произведений Кристи — романа «Трагедия в трёх актах» (1934), повести «Родосский треугольник» (1937), рассказа «Дом в Ширазе» (The House of Shiraz). Там же видны следы роботы над оригинальной пьесой «Представление по королевскому указу». По сообщению Каррана, в тетради № 63 также находятся подробные планы инсценировки романа «Смерть на Ниле», находящиеся как до, так и после фрагментов заметок к рассказу, однако при этом он не привёл никаких выдержек из них. Подводя итоги театральных планов из тетради № 63 Карран обратил внимание, что за исключением пьесы основанной на «Трагедии в трёх актах», действие всех других указанных версий происходит заграницей.
К работе над пьесой об убийстве на пароходе Кристи вернулась во время Второй мировой войны, которую провела в Великобритании. Этот период отмечен её интересом к театру, что во-многом было вызвано финансовыми неприятностями, возникшими в связи с проблемами с налоговыми органами и не поступлением доходов от изданий. Кроме того, в работе она находила утешение от житейских неприятностей и длительного расставания с мужем Максом Маллованом, служившего в то время Северной Африке (в том числе и в Египте). Она завязала знакомства в театральном мире, о чём с энтузиазмом писала мужу: «Это отдельный мир, и актёры никогда не думают ни о чём, кроме самих себя и своих проблем, своих ролей, своего дела, того, как они будут одеты!»
В 1940 году актёр и драматург Арнольд Ридли приступил к работе над инсценировкой романа «Загадка Эндхауза» (1932), премьера которой состоялась в лондонском Вест-Энде в том же году. В этот период писательнице поступило предложение переделать роман «Десять негритят» (1939) в театральную постановку, позже получившую название «И никого не стало» (1943). Агата категорически отказалась, заявив своему постоянному агенту Эдмунду Корку: «Если кто-то и будет это писать, то только я!» Корк пытался убедить свою клиентку, чтобы сценическая версия представляла собой пьесу с Пуаро, но она отказалась пойти на этот шаг. После этого агент сообщил, что актёр Фрэнсис Лофтус (Ларри) Салливан (Francis Loftus Sullivan) проявляет интерес к пьесе «Луна на Ниле». По словам официального биографа семьи Кристи Джанет Морган (Janet Morgan), под нажимом Корка и Салливана «вместе с Берти Мейером, готовым субсидировать вторую пьесу, Агата согласилась попробовать. Её письма к Максу полны рассказов о постановках и выдержек из театральных обозрений». Если с адаптацией «Десяти негритят» дела шли хорошо, то с «Луной на Ниле» появились проблемы, в том числе по причине разногласий Кристи с постановщиками из-за названия, а также по поводу присутствия в пьесе Пуаро, к которому автор из-за его популярности стала испытывать «антипатию». В конце октября 1942 года она сообщила Максу, что ей удалось убедить Салливана, для которого предназначалась главная роль, избавиться от Пуаро следующим образом:  «...предложила вместо него отставного адвоката — ну, юриста — ну, бывшего дипломата — ну хоть священника: каноника или даже епископа. И тут он клюнул! Полузакрыв глаза, пробормотал: „О да! Лиловый шёлк и большой крест“. Понимаешь, он увидел это! Облик персонажа! Уверена, кто бы ни играл Гамлета, ему всего важнее, в шляпе играть или без». 
Позже Кристи объяснила Джону Нэтчбуллу, 7-му барону Брэбурну, выступившего после её смерти продюсером первой экранизации романа «Смерть на Ниле», что решила отказаться от использования в пьесе Пуаро, потому что воплотить его образ на сцене очень тяжёлая задача. Она также не стала вводить в сюжет полковника Рейса — друга Пуаро, который помогал ему в романе. Место «великого детектива», изобличающего преступника, занял каноник Эмброуз Пеннифазер. Именно он устанавливает убийцу и приводит его к раскаянию, что сильно отличает развязку романа и основанной на нём пьесы. В целом в эту адаптацию было внесено меньше изменений, чем, в частности, в переработку романа Кристи «Свидание со смертью». В «Убийстве на Ниле» количество персонажей было значительно сокращено. «При этом детективная интрига была сохранена и сюжет был изменён незначительно. Мать и дочь Оттерборн заменены некой мисс [мисс Элен Фоллиот-Фоулкс] с племянницей [Кристина Грант], сохранившими также определенное сходство с Ван Шуйлерами. Без видимых причин Линит и Саймон Дойлы оказались переименованы в Кей и Саймона Моустинов, а Жаклин де Бельфор стала Жаклин де Северк», — заметил А. Титов. Некоторую помощь в создании пьесы оказал египтолог Стивен Гленвилл, с которым она в тот период была дружна. До этого он надоумил написать уникальный для Кристи исторический детектив из эпохи Древнего Египта — «Смерть приходит в конце» (1944). В декабре 1943 года Агата закончила адаптацию романа «Смерть на Ниле». Обрадованная она писала мужу, что создала для Салливана «хорошую роль каноника Пеннифазера — что-то вроде архиепископа Кентерберийского и сэра Уильяма Бевериджа в одном лице».
Репетиции постановки под названием «Скрытый горизонт» (англ. Hidden Horizon) начались в январе 1945 года в Репертуарном театре в шотландском Данди. Агата позже с удовлетворением отметила: «Из Ларри получился прекрасный каноник — настоящий епископ лондонского производства…» Премьера пьесы состоялась 17 января в Данди, во время представления Кристи уединилась на балконе. О своих впечатлениях она вспоминала: «Приятель Салливанов (из кабаре) во втором акте издавал типичные, по его мнению, арабские звуки, было очень похоже на пустыню. Театр был полон, всем так понравилось, что многие купили билеты на следующее представление». Однако в связи с утратой зрительского интереса пьеса долго не продержалась на сцене. В следующем году она была поставлена в лондонском Вест-Энде в театре «Амбассадор», причём название было изменено на «Убийство на Ниле». В 1946 году премьера пьесы прошла в Нью-Йорке.